# 赖因哈德·施瓦岑贝格尔
赖因哈德·施瓦岑贝格尔（德語：Reinhard Schwarzenberger，1977年1月7日—），奥地利男子跳台滑雪运动员。他曾代表奥地利参加1998年冬季奥林匹克运动会跳台滑雪比赛，获得一枚铜牌。